# Juri Knorr
Juri Knorr (Flensburg, 9 de mayo del 2000) es un jugador de balonmano alemán que juega de central en el Rhein-Neckar Löwen de la Bundesliga. Es internacional con la selección de balonmano de Alemania.
Su primer gran campeonato con la selección fue el Campeonato Mundial de Balonmano Masculino de 2021.
Es hijo del exbalonmanista Thomas Knorr.

## Clubes
| Club               | País     | Año         |
| ------------------ | -------- | ----------- |
| FC Barcelona B     | España   | 2018 - 2020 |
| TSV GWD Minden     | Alemania | 2020 - 2021 |
| Rhein-Neckar Löwen | Alemania | 2021 - Act. |

## Estadísticas

### Selección nacional
|  | Líder del Torneo            |
|  | Incluido en el Equipo Ideal |

| Torneo                | Partidos | Ataque | Ataque | Ataque      | Ataque | Posición         |
| Torneo                | Partidos | Goles  | Tiros  | Efectividad | Media  | Posición         |
| --------------------- | -------- | ------ | ------ | ----------- | ------ | ---------------- |
| Juegos Olímpicos 2020 | 6        | 7      | 16     | 43.75%      | 1.17   | 6º               |
| Mundial 2021          | 4        | 5      | 6      | 83.33%      | 1.25   | 12º              |
| Mundial 2023          | 9        | 53     | 85     | 62.35%      | 5.88   | 5º               |
| Europeo 2024          | 9        | 50     | 86     | 58.14%      | 5.55   | 4º               |
| Juegos Olímpicos 2024 | 8        | 33     | 52     | 63.46%      | 4.13   | Medalla de plata |
| Mundial 2025          | 5        | 24     | 40     | 60%         | 4.8    | 6º               |
| Total en su carrera   | 41       | 172    | 285    | 60.35%      | 4.2    | -                |

Actualizado a 31 de enero de 2025.

## Palmarés

### Selección nacional
| Juegos Olímpicos | Juegos Olímpicos | Juegos Olímpicos | Juegos Olímpicos |
| Año              | Lugar            | Medalla          |                  |
| ---------------- | ---------------- | ---------------- | ---------------- |
| 2024             | París            | Medalla de plata |                  |

### Rhein-Neckar Löwen
- Copa de Alemania de balonmano (1): 2023

### Consideraciones individuales
- Mejor lateral izquierdo del Campeonato Europeo de Balonmano Masculino Sub-18 de 2018
- Mejor jugador joven del Campeonato Mundial de Balonmano Masculino de 2023
- Mejor central del Campeonato Europeo de Balonmano Masculino de 2024[12]
- Mejor central del torneo masculino de balonmano de los Juegos Olímpicos de París 2024[13]